# Hoplias microlepis
Hoplias microlepis är en fiskart som först beskrevs av Günther, 1864.  Hoplias microlepis ingår i släktet Hoplias och familjen Erythrinidae. Inga underarter finns listade i Catalogue of Life.